# Йозеф Радецки
Вижте пояснителната страница за други личности с името Радецки.
Йозеф Радецки (на немски: Johann Josef Wenzel Graf Radetzky von Radetz; на чешки: Jan Josef Václav hrabě Radecký z Radče; Тжебнице, Свещена Римска империя, 2 ноември 1766 – 5 януари 1858, Милано, Австрийска империя) е чешки благородник в Кралство Бохемия от Свещената Римска империя (граф), изтъкнат военачалник (фелдмаршал) и администратор от Австрийската империя от първата половина на ХІХ век.
На него е посветен прочутият марш на Йохан Щраус „Радецки марш“ и е наименуван австрийският кораб „Радецки“, с който четата на Христо Ботев слиза на българския бряг на река Дунав.

## Биография
Роден е в благородническо семейство в Тжебнице в Бохемия. Осиротял на ранна възраст, за него се грижи дядо му. След неговата смърт продължава образованието си в академия „Тереза“, Виена, която обаче е закрита още на първата година от обучението му. Постъпва в австрийската армия като кадет през 1784 г. През 1786 г. получава офицерско звание. През 1787 г. става старши лейтенант и командир на полк кирасири.
По време на Австро-турската война (1788 – 1789) служи в щаба на граф фон Ласи като ординарец. През 1793 – 1794 г. се сражава в Нидерландия и на Рейн. По-късно става ротмистър и е назначен за адютант (1796) на Жан-Пиер дьо Болю. При Волтри (Италия) се отличава в сраженията и е произведен в майор и по-късно (5 ноември 1799) в полковник. В битката при Хохенлинден (1800) също се сражава с отличие.
През 1805 г. става генерал-майор и е преместен в Италия, през 1809 г. се бие с 5 армейски корпус отново с отличие като командир на авангарда при Браунау и е произведен (1 юни 1809) в звание фелдмаршал-лейтенант след битката при Асперн (май 1809). След това участва в битката при Ваграм.
През 1813 г. е назначен за началник квартирмайстер и участва в битката при Лайпциг. След това реорганизира австрийската армия и служи в щаба на княз Карл Филип Шварценберг. След сключването на мира е дивизионен командир при днешния град Шопрон, после при дн. Будапеща, през 1821 г. става генерал от кавалерията и е назначен за комендант на крепостта на Оломоуц.
Съветник (1818 – 1828) на ерцхерцог Фердинанд Карл, генерал-командир (1831 – 1857) на австрийската армия в кралство Ломбардия-Венеция (от 1836 има звание фелдмаршал). Сред най-важните му победи е срещу Сардиния от 1848 – 1849 г.
Умира в Милано на 91 години на 5 януари 1858 г. Погребан в Хелденберг на 19 януари 1858 г. Почитан е от монархически настроените австрийци. За него Йохан Щраус-баща композира „Радецки марш“, а Франц Грилпарцер пише поемата „Австрия е в твоя лагер“.